# Landkreis Holzminden

Flagge des Landkreises Holzminden

Der Landkreis Holzminden ist ein Landkreis im Süden von Niedersachsen. Nach den Landkreisen Lüchow-Dannenberg und Wittmund ist er der drittkleinste Niedersachsens sowie der achtkleinste Deutschlands nach Einwohnern.

## Geografie

### Lage
Der Landkreis Holzminden liegt im Weserbergland und Leinebergland in Höhenlagen zwischen 85 und 525 m über NN. Seine Kreisstadt ist das Mittelzentrum Holzminden. Zu den Höhenzügen zählen der Solling und Vogler, Ith und Hils sowie die Ottensteiner Hochfläche. Der hohe Waldanteil von rund 45 Prozent und die bergige Mittelgebirgslage prägen das Landschaftsbild. Höchste Erhebung im Kreisgebiet ist der Große Ahrensberg (525 m ü. NN) im Solling zwischen Holzminden und Dassel. Die Weser verläuft in Nord-Süd-Richtung durchs Kreisgebiet und ist des Öfteren gleichzeitig Grenzfluss zu Nordrhein-Westfalen. Die Lage der Weser, die sich zwischen Bodenwerder und Holzminden tief ins Weserbergland eingeschnitten hat und um Berge herumschlängelt, macht die Region zu einem beliebten Ausflugsziel zu Land und auf dem Wasser. Bei Bodenwerder mündet die Lenne vom Holzberg kommend rechtsseitig in die Weser. Die West-Ost-Ausdehnung des Kreisgebiets beträgt 36 km (Heinsen bis Ammensen), von Norden nach Süden sind es rund 44 km (Bremke bis Lauenförde).

### Nachbarkreise
Der Landkreis grenzt im Uhrzeigersinn (im Norden beginnend) an die Landkreise Hameln-Pyrmont, Hildesheim und Northeim (alle in Niedersachsen) sowie an die Kreise Höxter und Lippe (beide in Nordrhein-Westfalen). Grenznah am Landkreis ist auch der hessische Landkreis Kassel, der jedoch wegen eines Landzipfels von Nordrhein-Westfalen nicht daran angrenzt.

## Geschichte

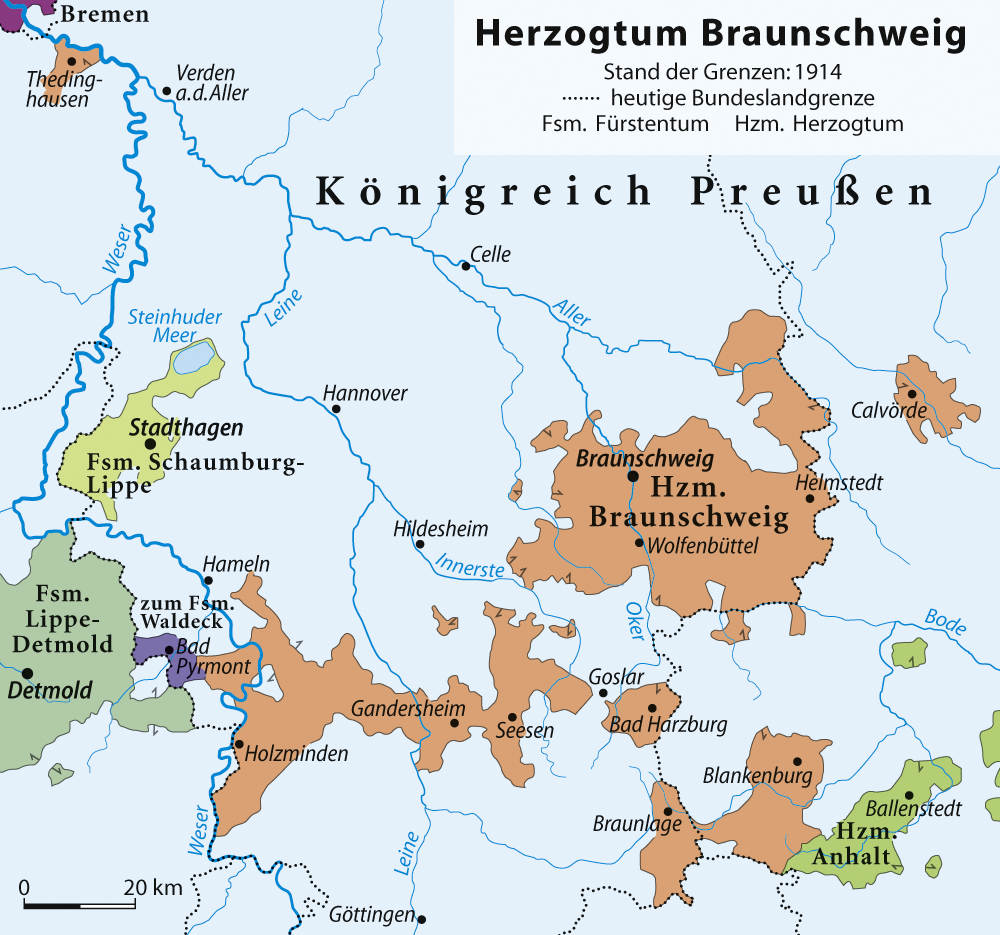
Holzminden als Teil des Herzogtums Braunschweig (1914)

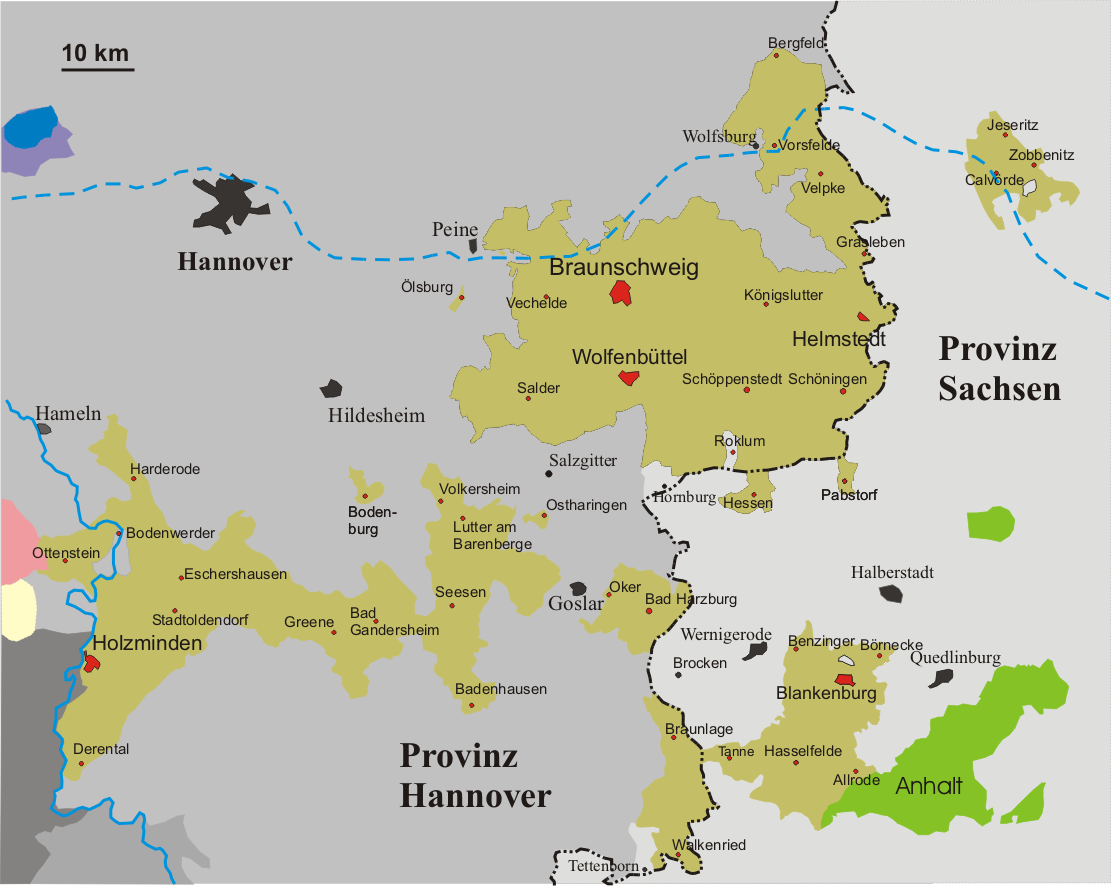
Holzminden als Teil des Freistaates Braunschweig (ohne Exklave Thedinghausen) 1918–1945

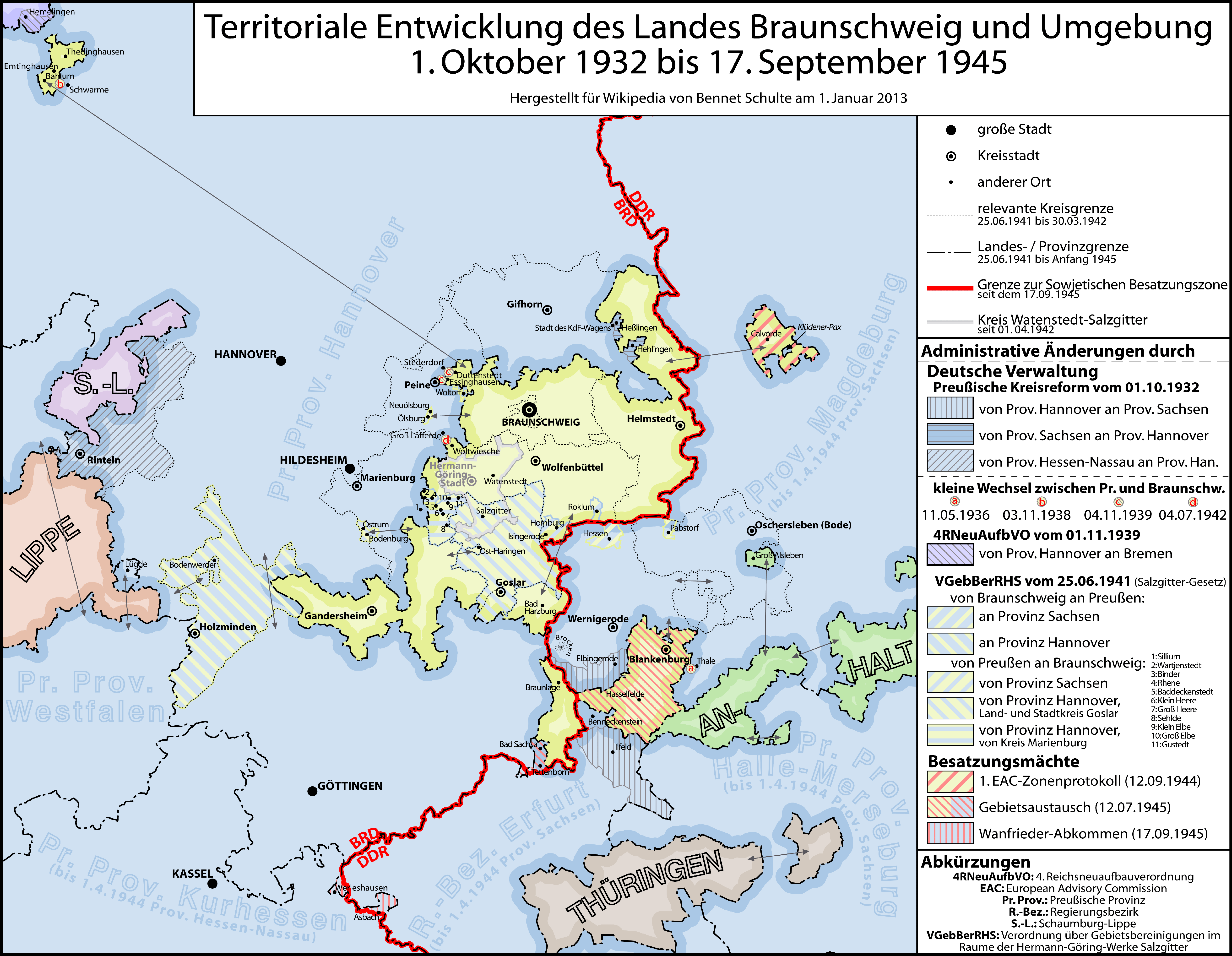
Territoriale Entwicklung des Landes Braunschweig und Umgebung vom 1. Oktober 1932 bis 17. September 1945

Der Landkreis Holzminden wurde am 12. Oktober 1832 durch Gesetz des Herzogs Wilhelm von Braunschweig begründet. Zur damaligen Kreisdirektion Holzminden gehörten die Ämter Holzminden, Eschershausen, Stadtoldendorf und Ottenstein. Bis 1850 wurde auch das Amt Thedinghausen bei Bremen (danach Landkreis Braunschweig, heute Landkreis Verden) von Holzminden aus betreut. Am 1. November 1941 kam der Landkreis Holzminden vom Freistaat Braunschweig (ab 1933 Land Braunschweig) im Tausch für den Kreis Goslar zur preußischen Provinz Hannover. Mit Wirkung vom 1. November 1941 wurden auch die Gemeinden Bodenwerder und Pegestorf vom Landkreis Hameln-Pyrmont, die bereits vorher als Exklave zur Provinz Hannover gehört hatten, in den Landkreis Holzminden eingegliedert.
Mit Wirkung vom 1. Januar 1962 wurden durch das „Neuhausgesetz“ vom 13. Dezember 1961 die drei Gemeinden Fohlenplacken (Landkreis Holzminden), Neuhaus (Landkreis Holzminden) und Preußisch Neuhaus (Landkreis Northeim) zu Neuhaus im Solling mit dem Ortsteil Fohlenplacken zusammengeschlossen und dem Landkreis Holzminden zugeordnet.
Im Oktober 1971 erfolgte nach einem Gebietsänderungsvertrag zwischen den Bundesländern Niedersachsen und Nordrhein-Westfalen die Eingliederung des vormals auf Holzmindener Seite gelegenen Otterbach-Gebietes zur Gemeinde Lüchtringen im Tausch gegen Gebiete am Stahler Ufer, dadurch werden 112 Einwohner Neubürger von Lüchtringen und der Stadt Höxter.
Im Zuge der Gebietsreform erfolgte am 1. Januar 1973 eine größere Umstrukturierung des Landkreises. Vom Landkreis Hameln-Pyrmont kamen die Gemeinden Brevörde, Heinsen, Meiborssen, Polle und Vahlbruch. Im Gegenzug wurden die Gemeinden Bessingen, Bisperode und Harderode an den Landkreis Hameln-Pyrmont abgetreten. Vom Landkreis Northeim kamen Lauenförde und Silberborn zum Landkreis Holzminden. Die 1962 dem Landkreis zugeordnete Gemeinde Neuhaus im Solling wurde am 1. Januar 1973 zusammen mit den Gemeinden Mühlenberg und Silberborn in die Stadt Holzminden eingegliedert.
Am 1. März 1974 kamen vom Landkreis Gandersheim der Flecken Delligsen und die Gemeinden Ammensen, Kaierde und Varrigsen hinzu. Die Gemeinden Brunkensen, Coppengrave und Lütgenholzen wurden an den Landkreis Alfeld (Leine) abgegeben.
Durch die Verwaltungs- und Gebietsreform erfolgte am 1. August 1977 die Auflösung des Landkreises Alfeld (Leine) und der Zuordnung zum Landkreis Hildesheim mit Ausnahme der Gemeinden Coppengrave, Duingen, Hoyershausen, Marienhagen und Weenzen, die dem Landkreis Holzminden zugeordnet wurden. Am selben Tag erfolgte auch die Zuordnung des Landkreises Holzminden zum Regierungsbezirk Hannover.
Zum 1. Juli 1981 erfolgte die Umgliederung der Gemeinden Coppengrave, Duingen, Hoyershausen, Marienhagen und Weenzen in den Landkreis Hildesheim.
Ab 1986 war der Landkreis Holzminden zusammen mit den Landkreisen Northeim, Hameln-Pyrmont (später auch Schaumburg) und der DEHOGA-Kreisverbände Mitgesellschafter der Weserbergland-Touristik GmbH (WTG) mit Sitz in Uslar.
1997 betrug der Verwaltungshaushalt des Landkreises rund 145 Millionen DM, der Vermögenshaushalt 29 Millionen DM und die Schulden lagen bei 48 Millionen DM mit jährlichen Tilgungs- und Zinsraten in Höhe von 5,5 Millionen DM. Seit 1997 verleiht der Landkreis jährlich einen Umweltschutzpreis, der mit einem Preisgeld von 1000 Euro dotiert ist.
Im September 1999 verkauften der Landkreis und die Mitgesellschafter das Elektrizitätswerk Wesertal an die finnische Fortum-Gruppe. Für den Kreis entstand ein Verkaufserlös von 89 Millionen Euro.
Ab 2003 beteiligte sich der Landkreis auch am 14 Millionen Euro teuren Tourismusprojekt Erlebniswelt Renaissance (EWR). Für rund 1,6 Millionen Euro war eines der Projekte der Ausbau des Schlosses Bevern geplant. Ein Großteil der Finanzierung kam aus Landesmitteln und EU-Fördermitteln (insgesamt 1,2 Millionen Euro). Dem Landkreis Holzminden blieben 37.500 Euro, die er anteilig in die Gesellschaft „Erlebniswelt Projektentwicklung GmbH“ (EWR) einbringen musste (Landkreis Hameln 60 Prozent, Landkreis Schaumburg 25 Prozent) und die ebenfalls anteilige Ausfallbürgschaft in Höhe von 450.000 Euro für die GmbH. Der Projektstandort in Bevern wurde bis 2008 fertiggestellt. Allerdings scheiterte das Tourismusprojekt nach Schließung des Hauptstandortes im Hochzeitshaus Hameln. Im Juni 2009 prüfte das Land Niedersachsen die Rückforderung von Fördergeldern. Hintergrund seien Ermittlungen der NBank, wonach einzelne Projektausgaben nicht förderfähig waren. Dies führte zur Insolvenz der Gesellschaft im August 2009. Die EWR war zu 70 Prozent aus Mitteln von EU, Bund und Land finanziert worden. Nach der Insolvenz der Erlebniswelt Renaissance PE GmbH erwarb der Landkreis 2010 die Marken und Lizenzrechte für den seit Mai 2008 betriebenen Projektstandort im Schloss Bevern.
Seit Juni 2008 gehört der Landkreis zu den Gründungsmitgliedern des Vereins „Kommunen in der Metropolregion Hannover-Braunschweig-Göttingen-Wolfsburg“.
Am 23. März 2009 vereinbarten die Samtgemeinderäte der Samtgemeinde Polle und der Samtgemeinde Bodenwerder in Buchhagen eine Fusion zur neuen Samtgemeinde Bodenwerder-Polle zum 1. Januar 2010.
Am 7. Juni 2009 zeitgleich mit der Europawahl erfolgte ein Bürgerentscheid für den „Erhalt der Abfallwirtschaft des Landkreises Holzminden in kommunaler Hand“. Bei einer Wahlbeteiligung von 41,4 Prozent stimmten 94,5 Prozent der Bürger für den Verbleib der Abfallwirtschaft (AWH) beim Landkreis.
Am 12. Oktober 2009 vereinbarten die Samtgemeinderäte der Samtgemeinde Eschershausen und der Samtgemeinde Stadtoldendorf in Eschershausen die Auflösung und die Neugründung der Samtgemeinde Eschershausen-Stadtoldendorf zum 1. Januar 2011.
Im November 2009 vereinbarten die beiden Landräte Walter Waske und Michael Wickmann, unterstützt durch Innenminister Uwe Schünemann, die Erstellung eines Gutachtens zur Prüfung, ob ein Zusammenschluss des Landkreises Holzminden mit dem Landkreis Northeim zu einem neuen „Solling-Landkreis“ aus Synergiegesichtspunkten sinnvoll ist.
Im Zukunftsatlas, den die Schweizer Prognos AG in Zusammenarbeit mit dem Handelsblatt erstellt, belegte der Landkreis Holzminden 2010 den 375. Platz von 412 untersuchten kreisfreien Städten, Landkreisen und Regionen in Deutschland und wurde mit „hohem Zukunftsrisiko“ bewertet.

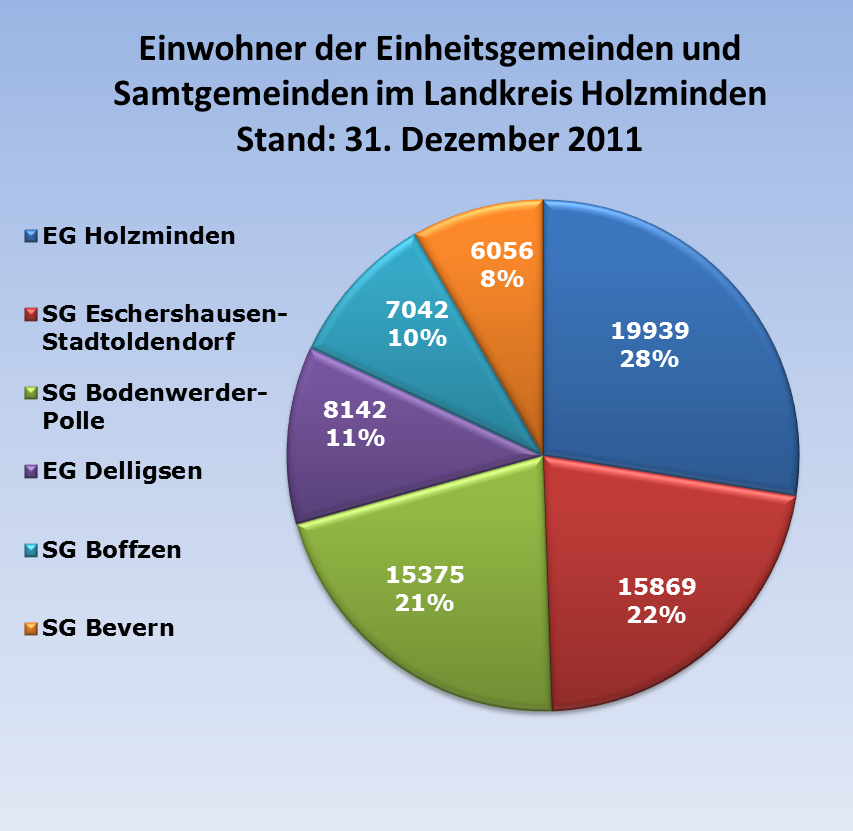
Einwohner der Einheitsgemeinden (EG) und Samtgemeinden (SG) im Landkreis Holzminden im Dezember 2011

## Einwohnerentwicklung

### Heutiges Kreisgebiet
| Datum                                                | Einwohner |
| ---------------------------------------------------- | --------- |
| Volkszählung am 17. Mai 1939                         | 61.089    |
| Volkszählung am 6. Juni 1961                         | 90.228    |
| Volkszählung am 27. Mai 1970                         | 89.070    |
| Fortschreibung vom 30. Juni 1976                     | 86.264    |
| Fortschreibung vom 30. Juni 1980                     | 84.042    |
| Fortschreibung vom 30. Juni 1985                     | 81.288    |
| Volkszählung am 25. Mai 1987                         | 80.070    |
| Fortschreibung vom 31. Dezember 1987                 | 79.585    |
| Fortschreibung vom 31. Dezember 1988                 | 79.123    |
| Fortschreibung vom 31. Dezember 1989                 | 80.065    |
| Fortschreibung vom 31. Dezember 1990                 | 81.421    |
| Fortschreibung vom 31. Dezember 1991                 | 81.986    |
| Fortschreibung vom 31. Dezember 1992                 | 82.853    |
| Fortschreibung vom 31. Dezember 1993                 | 83.356    |
| Fortschreibung vom 31. Dezember 1994                 | 83.263    |
| Fortschreibung vom 31. Dezember 1995                 | 83.341    |
| Fortschreibung vom 31. Dezember 1996                 | 83.317    |
| Fortschreibung vom 31. Dezember 1997                 | 83.008    |
| Fortschreibung vom 31. Dezember 1998                 | 82.493    |
| Fortschreibung vom 31. Dezember 1999                 | 81.870    |
| Fortschreibung vom 31. Dezember 2000                 | 81.389    |
| Fortschreibung vom 31. Dezember 2001                 | 80.866    |
| Fortschreibung vom 31. Dezember 2002                 | 80.338    |
| Fortschreibung vom 31. Dezember 2003                 | 79.715    |
| Fortschreibung vom 31. Dezember 2004                 | 78.683    |
| Fortschreibung vom 31. Dezember 2005                 | 77.918    |
| Fortschreibung vom 31. Dezember 2006                 | 76.888    |
| Fortschreibung vom 31. Dezember 2007                 | 76.103    |
| Fortschreibung vom 31. Dezember 2008                 | 75.099    |
| Fortschreibung vom 31. Dezember 2009                 | 74.097    |
| Fortschreibung vom 31. Dezember 2010                 | 73.240    |
| Zensus 2011 und Fortschreibung vom 31. Dezember 2011 | 73.155    |
| Fortschreibung vom 31. Dezember 2012                 | 72.459    |
| Fortschreibung vom 31. Dezember 2013                 | 71.877    |
| Fortschreibung vom 31. Dezember 2014                 | 71.438    |
| Fortschreibung vom 31. Dezember 2015                 | 71.659    |
| Fortschreibung vom 31. Dezember 2016                 | 71.510    |
| Fortschreibung vom 31. Dezember 2017                 | 71.144    |

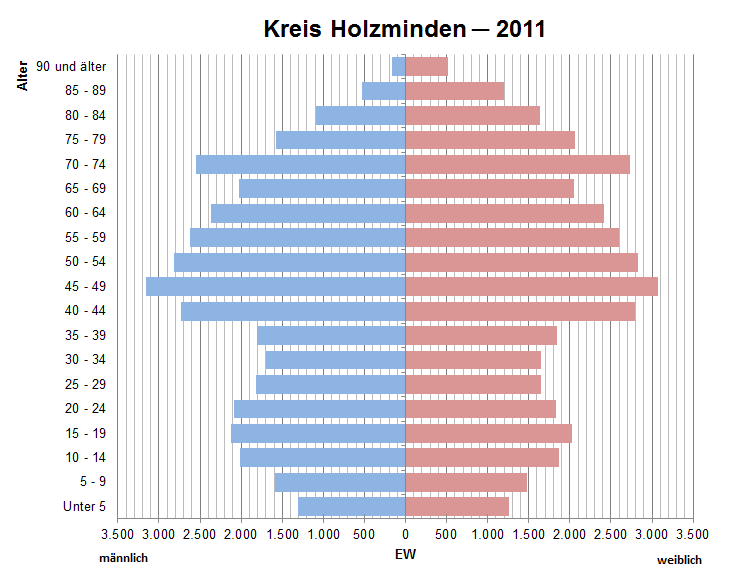
Bevölkerungspyramide für den Kreis Holzminden (Datenquelle: Zensus 2011.)

Die Bevölkerungsdichte nahm von 1974 mit 127 Einwohnern je km² auf 106 Einwohner je km² im Jahre 2010 ab.

### Landkreis Holzminden mit jeweiligem Gebietsstand
| Jahr | Einwohner | Quelle |
| ---- | --------- | ------ |
| 1890 | 47.095    | [ 5 ]  |
| 1900 | 51.132    | [ 5 ]  |
| 1910 | 51.756    | [ 5 ]  |
| 1925 | 50.894    | [ 5 ]  |
| 1939 | 51.738    | [ 5 ]  |
| 1950 | 95.034    | [ 5 ]  |
| 1960 | 80.000    | [ 5 ]  |
| 1970 | 80.400    | [ 6 ]  |
| 1980 | 90.100    | [ 7 ]  |
| 1990 | 81.421    | [ 8 ]  |
| 2000 | 81.389    | [ 8 ]  |
| 2010 | 73.240    | [ 8 ]  |
| 2020 | 70.207    | [ 8 ]  |

## Politik

### Politische Prominenz
Auf Bundesebene wird der Landkreis seit 2017 von dem SPD-Bundestagsabgeordneten Johannes Schraps vertreten, der den Bundestagswahlkreis Hameln-Pyrmont – Holzminden (Wahlkreis 46) zuletzt 2021 als Direktkandidat gewann.
Auf Landesebene sind aus dem Landkreis Holzminden (Landtagswahlkreis 20) im Landtag in der Wahlperiode 2017–2022 folgende Politiker vertreten:
- Sabine Tippelt (SPD) als direkt gewählte Abgeordnete mit 40,2 % der Erststimmen
- Uwe Schünemann (CDU) über die Landesliste
- Christian Meyer (Bündnis 90/Die Grünen) über die Landesliste, von 2013 bis 2017 Landwirtschaftsminister und seit 2022 Umwelt- und Energieminister

### Kreistag
| Kreistagswahl Holzminden 2021Wahlbeteiligung: 58,5 % 403020100 32,9 %27,7 %15,2 %11,9 %4,7 %4,6 %1,7 %1,3 % SPDCDUFDPGrüneAfDUWGLinkeSonst.hGewinne und Verlusteim Vergleich zu 2016 %p 4 2 0 −2 −4−1,1 %p−2,6 %p+4,0 %p+3,0 %p−3,1 %p−1,4 %p−0,2 %p+1,3 %pSPDCDUFDPGrüneAfDUWGLinkeSonst.Anmerkungen:h WG Holzminden (0,6 %), EK Jörg Wistuba (0,7 %) | Sitzverteilung im Kreistag Holzminden seit 2021Insgesamt 42 Sitze - Linke: 1 - SPD: 14 - Grüne: 5 - UWG: 2 - FDP: 6 - CDU: 12 - AfD: 2 |

Die letzten Ergebnisse sind in dieser Tabelle dargestellt:
| Parteien und Wählergemeinschaften | Parteien und Wählergemeinschaften           | % 2021 | Sitze 2021 | % 2016 | Sitze 2016 | % 2011 | Sitze 2011 | % 2006 | Sitze 2006 | % 2001 | Sitze 2001 | % 1996 | Sitze 1996 |
| SPD                               | Sozialdemokratische Partei Deutschlands     | 32,9   | 14         | 34,0   | 14         | 41,8   | 17         | 43,5   | 18         | 45,8   | 21 1       | 47,1   | 21         |
| CDU                               | Christlich Demokratische Union Deutschlands | 27,7   | 12         | 30,3   | 13         | 30,5   | 13         | 38,4   | 16 4,5     | 36,2   | 16         | 34,7   | 15         |
| FDP                               | Freie Demokratische Partei                  | 15,2   | 6          | 11,2   | 5          | 7,2    | 3          | 8,9    | 4          | 6,7    | 3 2        | 8,2    | 2          |
| Grüne                             | Bündnis 90/Die Grünen                       | 11,9   | 5          | 8,9    | 4          | 11,7   | 5          | 4,7    | 2          | 3,8    | 13         | 5,0    | 2          |
| AfD                               | Alternative für Deutschland                 | 4,7    | 2          | 7,8    | 3          | —      | —          | —      | —          | —      | —          | —      | —          |
| UWG                               | Unabhängige Wählergemeinschaft              | 4,6    | 2          | 6,0    | 2          | 6,9    | 3          | 4,1    | 2          | 6,1    | 2          | 3,5    | 2          |
| Linke                             | Die Linke                                   | 1,7    | 1          | 1,9    | 1          | 1,6    | 1          | 0,2    | —          | 0,9    | —          | —      | —          |
| Sonst.                            | Sonstige                                    | 1,3    | –          | —      | —          | 0,4    | —          | 0,2    | —          | 0,4    | 1          | —      | —          |
| Gesamt                            | Gesamt                                      | 100,0  | 42         | 100,0  | 42         | 100,0  | 42         | 100,0  | 42         | 100,0  | 43         | 100,0  | 43         |
| Wahlbeteiligung in %              | Wahlbeteiligung in %                        | 58,4   | 58,4       | 57,2   | 57,2       | —      | —          | —      | —          | —      | —          | —      | —          |

1 Im Lauf der Wahlperiode verließ 2006 der Kreisabgeordnete Rolf Heise die SPD-Fraktion und blieb fraktionslos.
2 Nach der Auflösung der Kreiskoalition mit der SPD durch die FDP im August 2004 verließ der Kreisabgeordnete Siegfried Böker die FDP-Fraktion und schloss sich als fraktionsloses Mitglied der neuen SPD-Lönneker-Böker-Gruppe an.
3 Im Lauf der Wahlperiode verließ 2005 der Kreisabgeordnete Rudolf Lönneker der SPD-Lönneker-Böker-Gruppe den Wahlkreis, dafür zog Franz Satzke als fraktionsloses Mitglied in den Kreistag ein und beteiligte sich an der SPD-Satzke-Böker-Mehrheitsgruppe.
4 2009 traten die beiden Abgeordneten Heinrich Schoppe und Hubertus Berhörster aus der CDU aus und bildeten die Fraktion Samtgemeinde Stadtoldendorf (FSS). Diese wurde im Dezember 2009 wieder aufgelöst und Heinrich Schoppe trat erneut der CDU bei und Hubertus Berhörster beendete sein Mandat.
5 Von Mai bis Dezember 2009 verließ der Abgeordnete Hans-Dieter Steenbock die CDU und blieb fraktionslos. Seit Januar 2010 gehört er wieder der CDU-Fraktion an.
| Partei | Sitze | Vertreter |
| ------ | ----- | --- |
| SPD    | 14    | Wahlbereich I: Sebastian Rode, Harald Stock, Wilhelm Brenneke, Winfried Hoch, Friedel Lages, Wahlbereich II: Sabine Tippelt, Bjarne Allruth, Helmut Saudhof, Rita Nienstedt, Stephan Reinisch, Esin Özalp, Wahlbereich III: Dirk Reuter, Birgit Grottke, Susanne Jacke |
| CDU    | 12    | Wahlbereich I: Tanya Warnecke, Birgit Oercke, Wolfgang Blume, Axel Munzel, Wahlbereich II: Helmut Affelt, Lutz Teckluck, Theodor Krause, Axel Hundertmark, Wahlbereich III: Uwe Schünemann, Peter Matyssek, Bernd Kaussow, Sabine Echzell                              |
| FDP    | 6     | Wahlbereich I: Burkhard Dörrier, Marcel Borchers, Wahlbereich II: Hermann Grupe, Wulf Kasperzik, Wahlbereich III: Karl Friedrich Pieper, Ernst-Wilhelm Scharffetter |
| Grüne  | 5     | Wahlbereich I: Christian Meyer, Karin Farries, Wahlbereich II: Andreas Fischer, Wahlbereich III: Alexander Titze, Peter Ruhwedel |
| AfD    | 2     | Wahlbereich I: Manfred Otto, Wahlbereich II: Manuela Kassel |
| UWG    | 2     | Wahlbereich II: Eileen Stiehler, Wahlbereich III: Wilfried Steinmetz |
| Linke  | 1     | Wahlbereich III: Sabine Golczyk |

| Partei | Sitze | Vertreter |
| ------ | ----- | --- |
| SPD    | 14    | Wahlbereich I: Wilhelm Brenneke, Sebastian Rode, Elke Perdacher, Friedel Lages, Hermann Harling (verstorben, daher ab 24. März 2017 Willi Bost), Wahlbereich II: Sabine Tippelt, Andreas Fischer, Karl-Heinz Schmidt, Karl Dehne, Stephan Reinisch, Wahlbereich III: Dirk Reuter, Klaus Rickmeier, Birgit Grottke, Susanne Jacke            |
| CDU    | 13    | Wahlbereich I: Axel Munzel, Birgit Oercke, Wilhelm Weißenborn (Mandat niedergelegt, daher Martina Sudhof-Werner nachgerückt), Thomas Juncker, Friedrich Wilhelm Schmidt Wahlbereich II: Helmut Affelt, Hans-Dieter Steenbock, Lutz Teckluck, Theodor Krause Wahlbereich III: Uwe Schünemann, Thomas Hagemann, Bernd Kaussow, Sabine Echzell |
| FDP    | 5     | Wahlbereich I: Ernst Warnecke, Wahlbereich II: Hermann Grupe, Frank Lutze Wahlbereich III: Karl Friedrich Pieper, Ernst-Wilhelm Scharffetter |
| Grüne  | 4     | Wahlbereich I: Christian Meyer, Wahlbereich II: Thomas Samse (Zurückgetreten, daher Erhard Böhm nachgerückt) Wahlbereich III: Peter Ruhwedel, Gerd Henke |
| AfD    | 3     | Wahlbereich I: Manfred Otto Wahlbereich II: Manuela Kassel Wahlbereich III: Herbert Rappe (aus der AfD-Fraktion ausgeschieden, jedoch noch als Einzelvertreter im Kreistag) |

Sitzverteilung im Kreistag 2006 bis Mai 2009 und von Januar 2010 bis September 2011

| UWG    | 2     | Wahlbereich II: Hartmut Kumlehn Wahlbereich III: Eberhardt Asche |
| Linke  | 1     | Wahlbereich III: Sabine Golczyk |

| Partei | Sitze | Vertreter |
| ------ | ----- | --- |
| SPD    | 17    | Werner Allerkamp, Annelies Böker, Willi Bost, Wilhelm Brennecke, Wilhelm Bußhoff, Marlies Grebe, Birgit Grottke, Andreas Fischer, Gerhard Halling, Hermann Harling, Hans-Dieter Krösche, Friedel Lages, Friedrich Mönkemeyer, Elke Perdacher, Klaus Rickmeier, Dirk Reuter, Sabine Tippelt. |
| CDU    | 13    | Berlita Albrecht, Eberhard Asche, Konrad Edelmann, Ruth Koßmann, Theodor Krause, Patric von Löwis of Menar, Friedrich-Wilhelm Schmidt, Karlheinz Schmereim, Hartmut Schüler, Hans-Dieter Steenbock, Lutz Tekluck, Wilhelm Weißenborn, Marc Wellmann.                                        |
| FDP    | 3     | Karl-Friedrich Pieper, Gerhard Ross, Ernst Warnecke. |
| Grüne  | 5     | Timo Brandt, Gerd Henke, Christian Meyer, Peter Ruhwedel, John Hix. |
| UWG    | 3     | Helmut Affelt, Adolf Nobel, Wilfried Steinmetz |
| Linke  | 1     | Sabine Golczyk |
| Gesamt | 42    | |

| Partei | Sitze | Vertreter |
| ------ | ----- | --- |
| SPD    | 18    | Ulrich Ammermann, Michael Bauermeister, Annelies Böker, Wolfgang Bönig (bis September 2006 Bürgermeister der Stadt Holzminden), Friedrich Dörnemann, Elli Fehse (ab 2007 für Joachim Lienig), Andreas Fischer, Annegret Gauding, Hermann Harling, Eckhard Jungk, Uwe König, Friedel Lages, Ingeborg Müller, Andreas Parsewark, Elke Perdacher, Wolfgang Rahmann, Dirk Reuter (ab Juni 2007 für Sabine Kretschmer-Janssen), Sabine Tippelt. |
| CDU    | 16    | Berlita Albrecht, Eberhard Asche, Ina Brandes, Herbert Bröckel, Konrad Edelmann, Heinrich Heppner, Patric von Löwis of Menar, Wilhelm Meyer, Karlheinz Schmerein, Uwe Schünemann (Innenminister von Niedersachsen), Heinrich Schoppe, Hans-Dieter Steenbock, Lutz Tekluck, Heinrich Timmermann, Wilhelm Weißenborn. |
| FDP    | 4     | Jens Ebert, Hermann Grupe, Karl-Friedrich Pieper, Ernst Warnecke. |
| Grüne  | 2     | Christian Meyer, Peter Ruhwedel. |
| UWG    | 2     | Adolf Nobel, Otto Winzmann. |
| Gesamt | 42    | |

### Landräte
- 1934–1942 August Knop (NSDAP)
- 1942–1943 Eberhard Appel, Regierungsrat
- 1943–1945 Unger
- 1945–1946 Albert Schelz (SPD, kommissarisch)
- 1946–1952 Karl August Poth (SPD)
- 1952–1956 Karl Naumann (GB/BHE, später CDU)
- 1957–1961 Fritz Olms (SPD)
- 1961–1973 Willi Schewe (SPD)
- 1973–1981 Martha Warnecke (SPD)
- 1981–1985 Bruno Brandes (CDU)
- 1985–1986 Dietrich Adam (CDU)
- 1991–2001 Heinz Sassin (SPD)
- 2001–2011 Walter Waske (SPD) (bei der Landratswahl 2004 mit 58,8 Prozent der Stimmen gewählt und ab 2004 erster hauptamtlicher Landrat)
- 2011–2019 Angela Schürzeberg (SPD)
- seit 2019 Michael Schünemann (parteilos)

### Oberkreisdirektor/Kreisdirektor
- (1833/1864): Wilhelm Johann Baptist Pockels
- um 1870:   Vockels (unklar, ob identisch mit Pockels)
- -1896: Hermann Koken
- 1906–1913: Hans Koch
- 1913–1919: Rudolf Hoffmeister
- 1919–1920: vakant
- 1920–1927: Rudolf Hoffmeister
- 1928–1931: Albert Schelz
- 1931–1933: Friedrich Bergmann
- 1956: Otto Höltje aus Bevern
- 1962–1988: Rudolf Jeep (* 1916; † 13. Oktober 2003 in Detmold)
- 1988–2004: Klaus-Volker Kempa aus Holzminden

### Wahlkreis Holzminden
Bei den niedersächsischen Landtagswahlen führt der Landkreis unter der Wahlkreisnummer 20 einen eigenen Landtagswahlkreis Holzminden. Bei den Bundestagswahlen gehört der Landkreis Holzminden seit 1980 zum Bundestagswahlkreis Hameln-Pyrmont – Holzminden.

### Wappen und Flagge
Der Landkreis Holzminden erhielt durch Urkunde des Niedersächsischen Ministers des Innern vom 24. Juli 1950 – III 332.408/4 – die Genehmigung, das nachfolgend beschriebene Wappen zu führen.
Wappenbeschreibung: „Auf hellblauem Grunde über silbernem Querbach nach heraldisch rechts grimmender silberner (Everstein’scher) Löwe, goldbewehrt und gekrönt, rot bezungt.“
Bedeutung
Die Farben Blau-Silber sind die eversteinschen Farben. Der eversteinsche Wappenlöwe wurde gewählt, weil das Geschlecht der Eversteiner Grafen im heutigen Kreise Holzminden reich begütert war, die Gerichtsbarkeit ausübte, Markt- und Bürgerrechte besaß, ebenso wie das Geleitrecht über die Weser. Der silberne Wellenbalken charakterisiert den Weserstrom, der für den Kreis von größter Bedeutung ist.
Flagge
„Die Flagge des Landkreises zeigt die Farben blau-weiß untereinander angeordnet.“

### Auszeichnung
Die höchste Auszeichnung, die der Landkreis Holzminden durch den Kreistag zu vergeben hat, ist der Wappenring. Mitgliedern des Kreistages wird diese Ehre zuteil, bei einer mindestens 15-jährigen ununterbrochenen oder insgesamt 20-jährigen Mitgliedschaft im Kreistag.

### Regionale Zusammenarbeit
Der Landkreis Holzminden liegt an der Landesgrenze zwischen Niedersachsen und Nordrhein-Westfalen und gehört nicht zum Verflechtungsbereich von Oberzentren. Er pflegt aber eine enge Zusammenarbeit mit seinen Nachbarn. Seit 1992 gehört er dem Regionalverband Südniedersachsen und dem Landschaftsverband Südniedersachsen an. Seit dem Jahr 2000 befindet er sich in einer regionalen Entwicklungskooperation mit den Landkreisen Hameln-Pyrmont und Schaumburg unter dem Namen Weserbergland Region. In dieser Kooperation werden auf der Grundlage eines Regionalen Entwicklungskonzepts eine Reihe von regional bedeutsamen Projekten gemeinsam oder in Abstimmung untereinander vorangebracht. Zudem ist der Landkreis Mitglied der Weserbergland Tourismus e. V. mit Sitz in Hameln.

### Patenschaft und Partnerschaften
Der Landkreis Holzminden hat 1955 die Patenschaft für die aus ihrer Heimat vertriebenen Deutschen aus dem Landkreis Leobschütz, Oberschlesien, die durch ihren Heimatausschuss repräsentiert werden, übernommen. Seit 2003 besteht auch eine Partnerschaft mit dem heutigen polnischen Landkreis, dem Powiat Głubczycki.
Seit der Deutschen Wiedervereinigung 1990 unterhält der Kreis partnerschaftliche Beziehungen mit dem Landkreis Aschersleben-Staßfurt in Sachsen-Anhalt.

## Wirtschaft und Infrastruktur

### Wirtschaft
Im Zukunftsatlas 2016 belegte der Landkreis Holzminden Platz 355 von 402 Landkreisen und kreisfreien Städten in Deutschland und zählt damit zu den Landkreisen mit „Zukunftsrisiken“.

#### Industrie und Dienstleistungsgewerbe
Bedingt durch seine Lage im Mittelgebirge weist der Landkreis Holzminden einen überdurchschnittlich hohen Anteil an Wald und einen vergleichsweise geringeren an landwirtschaftlicher Fläche auf. Vorhandene Bodenschätze (Sandstein, Kalk, Gips) und Holz als Energiequelle haben zu früher Ausbildung von Gewerbe und Industriebetrieben geführt. Vor allem während des Wirkens des Braunschweigischen Oberhofjägermeisters Johann Georg von Langen in der Mitte des 18. Jahrhunderts hat es einen ersten Industrialisierungsschub gegeben, an den die Schott Desag AG in Grünenplan und die Porzellanmanufaktur Fürstenberg heute noch erinnern. Heute weist der Landkreis Holzminden unter allen niedersächsischen Landkreisen den höchsten Anteil an Beschäftigten im produzierenden Gewerbe auf. Dagegen ist der Anteil an Beschäftigten im Dienstleistungsgewerbe unterdurchschnittlich entwickelt. Wichtigste Branchen sind die Riech- und Geschmackstoffindustrie in Holzminden, Unternehmen der Porzellan- und Glasherstellung, die elektrotechnische Industrie und der Maschinenbau sowie die Gipsindustrie. Unter ihnen befinden sich eine Reihe von Unternehmen von internationaler und nationaler Bedeutung. Die größten Arbeitgeber im Landkreis sind Symrise und Stiebel Eltron in Holzminden.

#### Tourismus
Günstige Voraussetzungen sind für den Tourismus gegeben, der sich bisher aber nur unterdurchschnittlich entwickelt hat. Schwerpunkte sind der Hochsolling mit Neuhaus und Silberborn mitten im Naturpark Solling-Vogler und die Weser mit Bodenwerder und Polle. Der Weserradweg, beliebtester deutscher Radweg und der Europaradweg R1 führen eine große Zahl von Fahrradtouristen in den Landkreis.
Von zunehmender Bedeutung ist aufgrund der zentralen Lage der Motorrad-Tourismus. Als Ziele der Region sind zu nennen: Vogler-Region, Ottensteiner Hochfläche sowie die Rühler Schweiz. Als Anlaufpunkt für den Motorrad-Tourismus entwickelt sich der Tourismusverband Bevern.
Organisatorisch gehört der Landkreis Holzminden zusammen mit vier weiteren Landkreisen zum Dachverband Weserbergland Tourismus, dem 29 Städte und Gemeinden, sieben Heilbäder und Kurorte aus dem Wesertal und den angrenzenden Mittelgebirgszügen und 15 sonstigen Mitgliedern angeschlossen sind. Im Landkreis gab es 2010 insgesamt 80.617 Gäste und 161.860 Übernachtungen. Gegenüber dem Vorjahr gab es hierzu eine Steigerung um 11,2 Prozent.

#### Statistische Daten
| Jahr | Sozialversicherungspflichtig Beschäftigte am Arbeitsort | Bruttoinlandsprodukt je Erwerbstätigen | Arbeitslosenquote im Jahresdurchschnitt |
| ---- | ------------------------------------------------------- | -------------------------------------- | --------------------------------------- |
| 2006 | 19.293                                                  | 53.952 Euro                            | 12,5 %                                  |
| 2007 | 19.336                                                  | 56.921 Euro                            | 10,5 %                                  |
| 2008 | 19.671                                                  | 56.270 Euro                            | 8,9 %                                   |
| 2009 | 19.588                                                  | 54.909 Euro                            | 9,1 %                                   |
| 2010 | 19.704                                                  | 59.606 Euro                            | 9,2 %                                   |
| 2011 | 19.844                                                  | 59.779 Euro                            | 8,2 %                                   |
| 2012 | 20.158                                                  |                                        | 8,2 %                                   |
| 2013 | 20.136                                                  |                                        | 8,3 %                                   |

Quelle: Landesamt für Statistik Niedersachsen

### Verkehr
Gemessen an den Anbindungen ans deutsche Autobahnnetz bzw. der Distanz zu Autobahnanschlussstellen rangiert der Landkreis Holzminden auf den letzten Plätzen aller Landkreise Deutschlands. In alle Himmelsrichtungen benötigt man mindestens 50 km, um eine Autobahn zu erreichen.

#### Straße
Durch den Landkreis führen die Bundesstraßen 64 (Eschershausen – Holzminden – Höxter), 83 (Bodenwerder – Holzminden – Kassel), 240 (Bodenwerder – Eschershausen), 241 (bei Lauenförde) und 497 (Holzminden – Neuhaus im Solling), sowie der Europaradwanderweg R1 und der Weserradweg. Der Landkreis Holzminden unterhält mit Stand Januar 2011 zudem insgesamt 207,018 km an Kreisstraßen (zum Vergleich 1974: 174,073 km). Von 1954 bis 1974 wurden bereits vom Landkreis rund 18 Millionen DM für ein 174 km langes Kreisstraßennetz ausgegeben.
Bis zur Bundesautobahn 7 mit der Anschlussstelle Nörten-Hardenberg oder Northeim-West beträgt die Fahrzeit rund 46 Minuten und bis zur Bundesautobahn 2 mit Anschlussstelle Rehren rund eine Stunde sowie bis zur Bundesautobahn 44 mit Anschlussstelle Warburg rund 50 Minuten. Eine bereits früher geplante engere Anbindung des Landkreises an das Autobahnnetz konnte bis heute nicht realisiert werden. Anfang der 1970er Jahre gab es hierzu Pläne einer Autobahntrasse im Weserbergland zwischen Bundesautobahn 2 – Lemgo – Hameln – Elze – Bundesautobahn 7 (Bundesautobahn 35/36) und/oder zwischen der Bundesautobahn 44 – Beverungen – Uslar – Hardegsen – Bundesautobahn 7 (Bundesautobahn 46).
Nach Angaben des Statistischen Landesamtes Niedersachsen gab es 2007 insgesamt 55.784 Kraftfahrzeuge im Landkreis Holzminden, darunter 46.443 Personenkraftwagen. Zum Vergleich 1974: 25.488 Kraftfahrzeuge.

#### ÖPNV
Für den gesamten öffentlichen Personennahverkehr im Kreis Holzminden gilt der Tarif des Verkehrsverbunds Süd-Niedersachsen (VSN), der hier an den Nahverkehrsverbund Paderborn-Höxter angrenzt. Die Regionalbus Braunschweig GmbH (RBB) setzt hier den Südniedersachsenbus auf verschiedenen Strecken ein:
- Linie 500: LandesBus Holzminden-Stadtoldendorf-Kreiensen (seit Juli 2018)
- Linie 501: Nordring StadtBus Holzminden
- Linie 502: Südring StadtBus Holzminden
- Linie 509: Stadtverkehr Holzminden (Ring 1 und Ring 2)
- Linie 511: Holzminden–Neuhaus–Fohlenplacken
- Linie 520: Holzminden–Polle–Bodenwerder–Hameln
- Linie 521: Holzminden–Polle–Bad Pyrmont
- Linie 528: Holzminden–Rühle–Bodenwerder
- Linie 530: Holzminden–Bevern/Stadtoldendorf–Eschershausen–Grünenplan
- Linie 531: Holzminden–Golmbach–Stadtoldendorf
- Linie 540: Holzminden–Stadtoldendorf/Eschershausen–Einbeck und
- Linie 554: Holzminden–Fürstenberg–Beverungen
- Linie 556: Fürstenberg–Boffzen–Höxter

Die lange betriebene Linie 210 von Holzminden nach Göttingen gilt seit April 2010 erst ab Uslar und die Linie 551 Holzminden-Fohlenplacken-Neuhaus-Silberborn wurde ebenfalls im April 2010 eingestellt und dafür die Linie 510 bzw. später 511 um einige Haltestellen ergänzt.
Der Landkreis finanzierte den ÖPNV im Jahr 2010 mit insgesamt 1.260.800 Euro.

#### Schienenverkehr
Der Schienenpersonenverkehr beschränkt sich derzeit auf drei Stationen (Holzminden an der Bahnstrecke Langeland–Kreiensen, Stadtoldendorf an der Bahnstrecke Langeland–Kreiensen und Lauenförde-Beverungen an der Sollingbahn) im Kreis.
Geschichte des Schienenverkehrs auf dem Kreisgebiet
Weil der Kreis Holzminden früher zum Land Braunschweig gehörte, errichtete die Herzoglich Braunschweigische Staatseisenbahn im Jahre 1865 die erste Eisenbahnstrecke Langeland–Kreiensen. Diese „Braunschweigische Südbahn“ genannte Strecke verband als Hauptbahn Magdeburg bzw. Goslar über Kreiensen–Holzminden–Paderborn mit dem rheinisch-westfälischen Industriegebiet.
Von Süden her erbaute die Bergisch-Märkische Eisenbahn-Gesellschaft 1876 die Bahnstrecke Holzminden–Scherfede.
Dazu kam im Jahr 1878 die Linie Paderborn–Northeim (Sollingbahn) der Preußischen Staatsbahn, die nur in Lauenförde eine Station besitzt.
Die Städte Bodenwerder und Eschershausen erhielten durch die Bahnstrecke Vorwohle–Emmerthal im Jahre 1900 einen Anschluss an das Schienennetz. Am 9. Oktober 1900 erfolgte die „formlose“ Eröffnung dieser Kleinbahn von Vorwohle über Eschershausen – Bodenwerder nach Emmerthal. Der Bau und die erste Betriebszeit wurde durch Vering & Waechter, später bis zur ersten Stilllegung 24. September 1966 durch die Deutsche Eisenbahn-Betriebsgesellschaft (DEBG, letzter Sitz in Hameln), durchgeführt. Kurz darauf gründeten der Kreis Holzminden, Anliegergemeinden und Verlader, die Auffanggesellschaft Vorwohle-Emmerthaler Verkehrsbetriebe, die zeitweise auch wieder Personenverkehr anbot. Es gab/gibt auch Museumszüge von verschiedenen Veranstaltern (unter anderem mit VT 11/5 (TEE)). Diese Linie verband die Hauptbahnen von Kreiensen nach Ottbergen in Vorwohle mit der von Altenbeken nach Hannover in Emmerthal.
Ein Jahr später führte die Firma Vering & Waechter die Kleinbahn Voldagsen-Duingen-Delligsen von Voldagsen bis nach Delligsen im Hils. Damit war der Höchststand des Schienennetzes mit 76 km Länge erreicht. Davon ist nur noch etwas mehr als die Hälfte in Betrieb; allerdings auch noch eine Museumsbahn. Stillgelegt wurden:
- 1963: (Duingen -) Hohenbüchen=Grünenplan – Delligsen 5 km
- 1975: Kirchbrak – Vorwohle 14 km
- 1982: (Emmerthal -) Hehlen – Bodenwerder – Kirchbrak 9 km
- 1984: Holzminden (- Lüchtringen-Steinkrug – Boffzen) Fürstenberg (- Wehrden – Beverungen – Scherfede) 8 km

#### Flughäfen und Flugplätze
Der Flugplatz Höxter-Holzminden ist ein Verkehrslandeplatz und befindet sich in Höxter-Brenkhausen. Die nächstgelegenen Verkehrsflughäfen sind der Flughafen Paderborn/Lippstadt, der Flughafen Kassel-Calden und der Flughafen Hannover.
Nördlich der Gemeinde Holzen liegt der Flugplatz Ithwiesen, und südsüdöstlich von Halle-Bremke befindet sich der Segelflugplatz „Hellenhagen“.

### Bildung
Neben einem dezentralisierten Angebot an Grundschulen gibt es im Landkreis Holzminden an sechs Standorten Schulzentren, in denen Orientierungsstufen, Haupt- und Realschulen zusammengefasst sind. In Holzminden befinden sich das Campe-Gymnasium, die Berufsbildenden Schulen mit einem Fachgymnasium sowie das Internat Solling.
Auf eine über 175-jährige Geschichte kann die heutige HAWK Hochschule Hildesheim/Holzminden/Göttingen in Holzminden zurückblicken. Die HAWK unterhält in Holzminden die Fakultät Management, Soziale Arbeit, Bauen mit den Bachelorstudiengängen BEng Baumanagement (Schwerpunkt Hochbau, Ingenieurbau), BEng Green Building (Gebäudetechnik, Energieeffizienz, Mensch&Umwelt), BSc Immobilienwirtschaft/-management, BA Soziale Arbeit und BEng Wirtschaftsingenieur (Studienrichtungen Bauen, Gebäude-Energie-Umwelt, Infrastruktur). Zu den Master-Studiengängen gehören MEng Energieeffizientes und nachhaltiges Bauen, MSc Immobilienmanagement und MA Soziale Arbeit. Im Wintersemester 2013/14 haben sich in Holzminden rund 1200 Studierende eingeschrieben.
| Prüfungsjahr            | 2013 | 2012 | 2011 | 2010 | 2009 | 2008 |
| ----------------------- | ---- | ---- | ---- | ---- | ---- | ---- |
| Fachhochschulabschluss  | 270  | 282  | 235  | 267  | 218  | 227  |
| davon Bachelorabschluss | 211  | 210  | 169  | 202  | 123  | 92   |
| davon Masterabschluss   | 59   | 72   | 65   | 46   | 50   | 13   |

| Schulabschluss           | 2012/13 | 2011/12 | 2010/11 | 2009/10 | 2008/09 | 2007/08 | 1999/2000 | 1994/95 |
| ------------------------ | ------- | ------- | ------- | ------- | ------- | ------- | --------- | ------- |
| Hochschulreife           | 131     | 102     | 212*    | 124     | 128     | 100     | 95        | 132     |
| Fachhochschulreife       | 8       | 2       | 2       | 10      | 4       | 4       | 9         | 2       |
| Realschulabschluss       | 381     | 312     | 385     | 340     | 366     | 410     | 346       | 363     |
| Hauptschulabschluss      | 122     | 158     | 131     | 144     | 108     | 163     | 210       | 209     |
| ohne Hauptschulabschluss | 50      | 42      | 37      | 25      | 57      | 74      | 94        | 79      |
| Insgesamt                | 692     | 616     | 767     | 643     | 663     | 751     | 754       | 785     |

* Schuljahr 2010/11: Doppelter Abiturjahrgang
| Schulabschluss            | 2012/13 | 2011/12 | 2010/11 | 2009/10 | 2008/09 | 2007/08 | 2006/07 |
| ------------------------- | ------- | ------- | ------- | ------- | ------- | ------- | ------- |
| Allgemeine Hochschulreife | 50      | 60      | 72      | 67      | 68      | 70      | 56      |
| Fachhochschulreife        | 125     | 95      | 86      | 90      | 85      | 83      | 79      |
| Realschulabschluss        | 97      | 92      | 127     | 118     | 134     | 168     | 159     |
| Hauptschulabschluss       | 28      | 23      | 20      | 17      | 15      | 19      | 23      |
| Insgesamt                 | 300     | 270     | 305     | 292     | 302     | 340     | 317     |

### Gesundheitswesen
In der Kreisstadt gab es das Evangelische Krankenhaus mit einer Kapazität von zuletzt 183 Betten, welches aufgrund einer Insolvenz zum 1. Dezember 2023 geschlossen wurde. Am Krankenhaus befinden sich neben weiteren Medizinische Versorgungszentren (MVZ), die Rettungswache (RW) des Landkreises Holzminden und die Zentrale Bereitschaftsdienstpraxis. Zudem gibt es in Holzminden das Albert-Schweitzer-Therapeutikum, eine Fachklinik für Kinder- und Jugendpsychiatrie und Psychotherapie mit 21 stationären Plätzen.
| Krankenhaus                                                        | Sitz           | 2003 | 2004 | 2005 | 2006 | 2007 | 2008 | 2009 | 2010 | 2011 | 2012 | 2013 | 2014 | 2015 | 2016 |
| ------------------------------------------------------------------ | -------------- | ---- | ---- | ---- | ---- | ---- | ---- | ---- | ---- | ---- | ---- | ---- | ---- | ---- | ---- |
| Agaplesion Evangelisches Krankenhaus Holzminden                    | Holzminden     | 218  | 218  | 215  | 207  | 202  | 202  | 195  | 188  | 188  | 183  | 183  | 183  | 183  | 183  |
| Charlottenstift/Charlottenhospital Stadtoldendorf (2013 Insolvenz) | Stadtoldendorf | 117  | 117  | 110  | 110  | 110  | 102  | 102  | 102  | 92   | 77   | (77) | 0    | 0    | 0    |
| Albert-Schweitzer-Therapeutikum Holzminden                         | Holzminden     | 21   | 21   | 21   | 21   | 21   | 21   | 21   | 21   | 21   | 21   | 24   | 24   | 24   | 24   |
|                                                                    | Gesamt         | 356  | 356  | 346  | 338  | 333  | 325  | 318  | 311  | 301  | 281  | 284  | 207  | 207  | 207  |

In Stadtoldendorf bestand früher das 1901 gegründete Kreiskrankenhaus Charlottenstift. Mit 75,1 Prozent war lange Jahre der Landkreis Mehrheitsgesellschafter, er übernahm 2009 die Anteile der Samtgemeinde Stadtoldendorf und war seitdem hundertprozentiger Alleingesellschafter. Der Landkreis verkaufte im August 2010 die Klinik an die Gesellschaft für Hospital Management mbH (GeHoMa) mit Sitz in Ratingen. Für ein Jahr danach übernahm dann die Arbeiterwohlfahrt Sachsen-Anhalt die Klinik. Am 1. August 2012 musste die Klinik Insolvenz anmelden.

### Beteiligungen des Landkreises
Eigenbetriebe und Regiebetriebe:
- 100 % Abfallwirtschaft Landkreis Holzminden (AWH), Jahresumsatz betrug 2011 rund 6,68 Mio. Euro mit 58 Mitarbeitern.
- 100 % Kreisvolkshochschule Holzminden (KVHS), Jahresumsatz betrug 2011 rund 2,41 Mio. Euro (überwiegend Fördergelder) mit 44 Mitarbeitern und ca. 19.000 Unterrichtsstunden
- 100 % Rettungsdienst Landkreis Holzminden

Eigengesellschaften und Beteiligungen:
- 83,30 % Gemeinnützige Wohnungsbau- und Siedlungsgesellschaft für den Landkreis Holzminden GmbH (Bausie) in Holzminden
- 34,50 % Beschäftigungsgesellschaft Holzminden GmbH in Holzminden, gegründet am 1. August 2005
- 6,06 % Weserbergland AG mit Sitz in Hameln, zur Förderung der Wirtschaftsstruktur und Beschäftigungsentwicklung
- 2,42 % Vorwohle-Emmerthaler Verkehrsbetriebe VEV GmbH mit Sitz in Bodenwerder (2012 ist der Verkauf der Anteile geplant)
- 2,00 % Porzellanmanufaktur Fürstenberg GmbH mit Sitz in Fürstenberg (Weser)
- 0,05 % E.ON Avacon mit Sitz in Helmstedt
- ab April 2004 mit ehemals 15 % Anteil an der Erlebniswelt Renaissance Projektentwicklung GmbH mit Sitz in Hameln, die sich seit 2009 in der Insolvenzabwicklung befindet.

Stiftungen:
- 100 % Naturschutzstiftung des Landkreises Holzminden
- 100 % Kulturstiftung des Landkreises Holzminden

Zweckverbände:
- 50 % Zweckverband Naturpark Solling-Vogler in Kooperation mit dem Landkreis Northeim (50 %)
- 5,9 % Kommunale Datenverarbeitungszentrale Südniedersachsen (KDS)
- 5,26 % Zweckverband für Tierkörperbeseitigung Südniedersachsen/Hannover

## Kultur und Sehenswürdigkeiten
Die Schlösser der Weserrenaissance, wie das Schloss Fürstenberg und das Wasserschloss Hehlen sowie das Schloss in Bevern, die Klöster Amelungsborn und Kemnade, das Geburtshaus von Wilhelm Raabe in Eschershausen oder die Homburg bei Stadtoldendorf sind ebenso kulturtouristische Anziehungspunkte wie das Porzellanmuseum Fürstenberg, die Glasmuseen in Boffzen und Grünenplan und das Münchhausenmuseum in Bodenwerder.
In der Stadthalle Holzminden und im Weserrenaissance-Schloss Bevern werden regelmäßig niveauvolle Konzertreihen angeboten. Einzelkonzerte finden an verschiedenen Orten im Landkreis statt. Der Kulturverein Holzminden bietet in der Stadthalle Holzminden Theateraufführungen an. Im Schloss Bevern, im Alten Rathaus Stadtoldendorf und an anderen Orten finden regelmäßig Kunstausstellungen statt. Zu den kulturellen Höhepunkten im Weserbergland gehört das alle zwei Jahre Pfingsten veranstaltete Internationale Straßentheaterfestival Holzminden.
Der Landkreis weist als archäologische Denkmale auf:
- Grabhügel bei Lauenförde
- Rothesteinhöhle
- Homburg bei Stadtoldendorf
- Burg Everstein bei Negenborn
- Burg Lauenburg
- Kirche auf dem Heilgen-Berg bei Heyen
- Kreuzstein vor der Kirche von Bodenwerder

## Gemeinden
In Klammern die Einwohnerzahl am 31. Dezember 2024.
Einheitsgemeinden
1. Delligsen, Flecken (7283)
2. Holzminden, Kreisstadt, selbständige Gemeinde (18.921)

Samtgemeinden mit ihren Mitgliedsgemeinden
* Sitz der Samtgemeindeverwaltung
| - 1. Samtgemeinde Bevern (5679) 1. Bevern, Flecken * (3714) 2. Golmbach (886) 3. Holenberg (391) 4. Negenborn (688) - 2. Samtgemeinde Bodenwerder-Polle (13.244) 1. Bodenwerder, Stadt * (4672) 2. Brevörde (543) 3. Halle (1400) 4. Hehlen (1646) 5. Heinsen (697) 6. Heyen (403) 7. Kirchbrak (860) 8. Ottenstein, Flecken (1170) 9. Pegestorf (388) 10. Polle, Flecken (1103) 11. Vahlbruch (362) - 3. Samtgemeinde Boffzen (6218) 1. Boffzen * (2430) 2. Derental (578) 3. Fürstenberg (993) 4. Lauenförde, Flecken (2217) - 4. Samtgemeinde Eschershausen-Stadtoldendorf (14.236) 1. Arholzen (327) 2. Deensen (1321) 3. Dielmissen (741) 4. Eimen (810) 5. Eschershausen, Stadt (3378) 6. Heinade (775) 7. Holzen (484) 8. Lenne (625) 9. Lüerdissen (373) 10. Stadtoldendorf, Stadt * (4868) 11. Wangelnstedt (534) |

gemeindefreie Gebiete (alle unbewohnt)
1. Boffzen (23,37 km²)
2. Eimen (12,91 km²)
3. Eschershausen (4,92 km²)
4. Grünenplan (22,71 km²)
5. Holzminden (15,01 km²)
6. Merxhausen (22,50 km²)
7. Wenzen (15,84 km²)

## Altgemeinden
Die folgende Tabelle listet die Altgemeinden des Landkreises Holzminden und ihre heutige Zugehörigkeit:
| Altgemeinde     | heutige Gemeinde                       |
| --------------- | -------------------------------------- |
| Altendorf       | Holzminden                             |
| Arholzen        | Arholzen                               |
| Bessingen       | Coppenbrügge, Landkreis Hameln-Pyrmont |
| Bevern          | Bevern                                 |
| Bisperode       | Coppenbrügge, Landkreis Hameln-Pyrmont |
| Bodenwerder     | Bodenwerder                            |
| Boffzen         | Boffzen                                |
| Braak           | Deensen                                |
| Breitenkamp     | Kirchbrak                              |
| Bremke          | Halle                                  |
| Brökeln         | Hehlen                                 |
| Brunkensen      | Alfeld (Leine), Landkreis Hildesheim   |
| Buchhagen       | Bodenwerder                            |
| Coppengrave     | Duingen, Landkreis Hildesheim          |
| Daspe           | Hehlen                                 |
| Deensen         | Deensen                                |
| Denkiehausen    | Wangelnstedt                           |
| Derental        | Derental                               |
| Dielmissen      | Dielmissen                             |
| Dohnsen         | Halle                                  |
| Dölme           | Bevern                                 |
| Eimen           | Eimen                                  |
| Emmerborn       | Wangelnstedt                           |
| Eschershausen   | Eschershausen                          |
| Fohlenplacken   | Holzminden                             |
| Fürstenberg     | Fürstenberg                            |
| Glesse          | Ottenstein                             |
| Golmbach        | Golmbach                               |
| Grave           | Brevörde                               |
| Grünenplan      | Delligsen                              |
| Halle           | Halle                                  |
| Harderode       | Coppenbrügge, Landkreis Hameln-Pyrmont |
| Hehlen          | Hehlen                                 |
| Heinade         | Heinade                                |
| Heinrichshagen  | Kirchbrak                              |
| Hellental       | Heinade                                |
| Heyen           | Heyen                                  |
| Hohe            | Hehlen                                 |
| Hohenbüchen     | Delligsen                              |
| Holenberg       | Holenberg                              |
| Holzen          | Holzen                                 |
| Holzminden      | Holzminden                             |
| Hunzen          | Halle                                  |
| Kemnade         | Bodenwerder                            |
| Kirchbrak       | Kirchbrak                              |
| Kreipke         | Halle                                  |
| Lenne           | Lenne                                  |
| Lichtenhagen    | Ottenstein                             |
| Linnenkamp      | Wangelnstedt                           |
| Linse           | Bodenwerder                            |
| Lobach          | Bevern                                 |
| Lüerdissen      | Lüerdissen                             |
| Lütgenade       | Bevern                                 |
| Lütgenholzen    | Alfeld (Leine), Landkreis Hildesheim   |
| Mainzholzen     | Eimen                                  |
| Meinbrexen      | Lauenförde                             |
| Merxhausen      | Heinade                                |
| Mühlenberg      | Holzminden                             |
| Negenborn       | Negenborn                              |
| Neuhaus         | Holzminden                             |
| Ölkassen        | Lüerdissen                             |
| Ottenstein      | Ottenstein                             |
| Pegestorf       | Pegestorf                              |
| Reileifzen      | Bevern                                 |
| Rühle           | Bodenwerder                            |
| Scharfoldendorf | Eschershausen                          |
| Schorborn       | Deensen                                |
| Stadtoldendorf  | Stadtoldendorf                         |
| Tuchtfeld       | Halle                                  |
| Vorwohle        | Eimen                                  |
| Wangelnstedt    | Wangelnstedt                           |
| Warbsen         | Golmbach                               |
| Wegensen        | Halle                                  |
| Westerbrak      | Kirchbrak                              |

## Schutzgebiete
Im Landkreis befinden sich neben Landschaftsschutzgebieten und Naturdenkmalen 31 ausgewiesene Naturschutzgebiete (Stand Februar 2017).
Siehe auch:
- Liste der Naturschutzgebiete im Landkreis Holzminden
- Liste der Landschaftsschutzgebiete im Landkreis Holzminden
- Liste der Naturdenkmale im Landkreis Holzminden
- Liste der geschützten Landschaftsbestandteile im Landkreis Holzminden

## Kfz-Kennzeichen
Am 1. Juli 1956 wurde dem Landkreis bei der Einführung der bis heute gültigen Kfz-Kennzeichen das Unterscheidungszeichen HOL zugewiesen. Es wird durchgängig bis heute ausgegeben.